# Bedřich Jindřich Braniborsko-Schwedtský
Bedřich Jindřich Braniborsko-Schwedtský jinak také Fridrich Jindřich (21. srpna 1709, Schwedt – 12. prosince 1788, Schwedt), byl posledním vlastníkem pruského závislého území z rodu Braniborsko-Schwedtských. Jeho rodiči byli markrabě Filip Vilém a jeho manželka Johana Šarlota.

## Život
Bedřichův otec Filip Vilém zemřel již v roce 1711, kdy byly jeho nejmladšímu synovi pouze dva roky. Johana Šarlota se proto rozhodla jej dát do opatrovnictví strýce Fridricha I., i ten ale zemřel (v roce 1713) a novým opatrovníkem se proto stal Fridrich Vilém I. Bedřichovi byl přidělen menší pěší pluk, nicméně on sám se o vojenství zajímal jen pramálo. Fridrich Vilém byl velmi rozzuřený z jeho nezájmu a z toho, že jeho pluk byl velmi neúspěšný, proto nechal Bedřicha Jindřicha v roce 1733 na několik týdnů uvěznit.
V roce 1741 si Bedřich Jindřich přál výměnu jeho pluku č. 12 za pluk č. 42, přestože bylo jeho přání vyplněno, jeho zájem o vojenství brzy zase opadl. Tehdy zcela přestal jevit zájem o to.
Když jeho bratr Fridrich Vilém roku 1771 zemřel, Bedřich Jindřich zdědil moc a vládu nad Schwedtskem-Wildenbruchem. Jako markrabě Braniborsko-Schwedtský byl hlavně mecenášem umění, zejména divadel. V roce 1755 získal divadlo Prinzessinnenpalais v Berlíně a roce 1785 kontaktoval herečku Henriettu Hendel-Schutzovou, aby v tomto divadle hrála.
Když v roce 1788 zemřel, s ním vymřela i linie Braniborsko-Schwedtských, jelikož jeho dcery nemohly zdědit jeho tituly ani hodnosti.

## Rodina a potomstvo
Bedřich Jindřich byl synem markraběte Filipa Viléma a jeho manželky Johany Šarloty. Prarodiči z matčiny strany byli babička Henrietta Kateřina Oranžská a její manžel Jan Jiří II. Anhaltsko-Desavský, pokud bychom v jeho rodokmenu pátrali dále, narazíme i na takové osobnosti, jako byli Frederik Hendrik Oranžský nebo Mořic Oranžský. Z otcovy strany byli prarodiči Fridrich Vilém I. Braniborský a jeho druhá manželka Žofie Dorota (první manželkou byla sestra Henrietty Kateřina, Luisa).
Bedřich Jindřich se roku 1738 oženil se svojí sestřenicí Leopoldinou Marií Anhaltsko-Desavskou, dcerou Leopolda I. Měli spolu ale pouze dvě dcery:
- 1. Bedřiška Šarlota (18. 8. 1745 Schwedt – 23. 1. 1808 Altona), poslední abatyše z opatství Herford[1]
- 2. Luisa (24. 9. 1750 Różanki – 21. 12. 1811 Dessau)[2]
⚭ 1767 Leopold III. Anhaltsko-Desavský (10. 8. 1740 Dessau – 9. 8. 1817 tamtéž), princ askánský, kníže anhaltsko-desavský v letech 1751–1807 a od roku 1807 až do své smrti první vévoda anhaltsko-desavský[3]

Toto manželství příliš šťastné nebylo a po narození druhé dcery se spolu manželé velmi urputně hádali. Došlo to tak daleko, že jí doživotně zakázal přístup do Kolbergu.